# Academisch Centrum Tandheelkunde Amsterdam

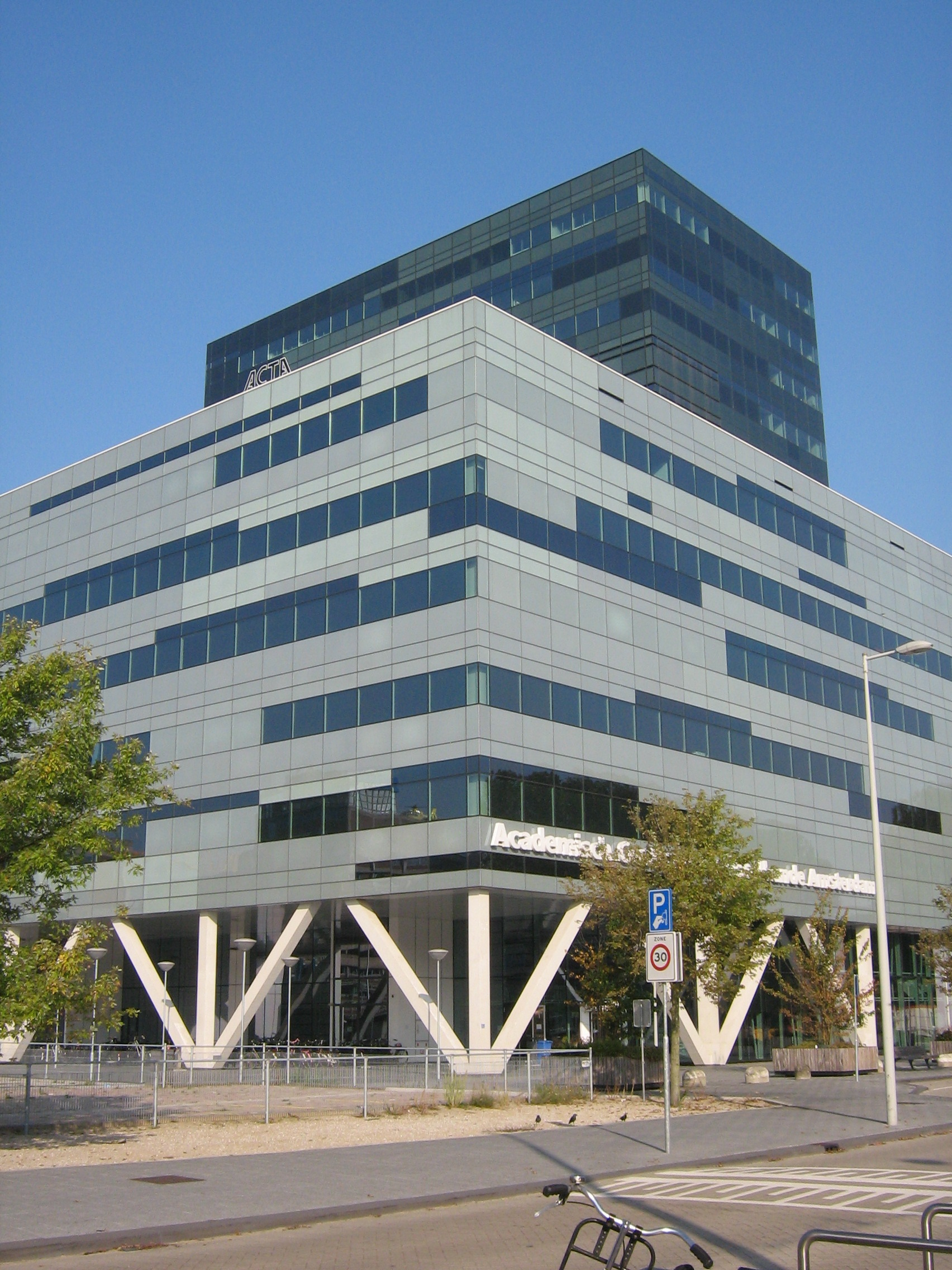
Huidige hoofdvestiging aan de Gustav Mahlerlaan, nabij VUmc

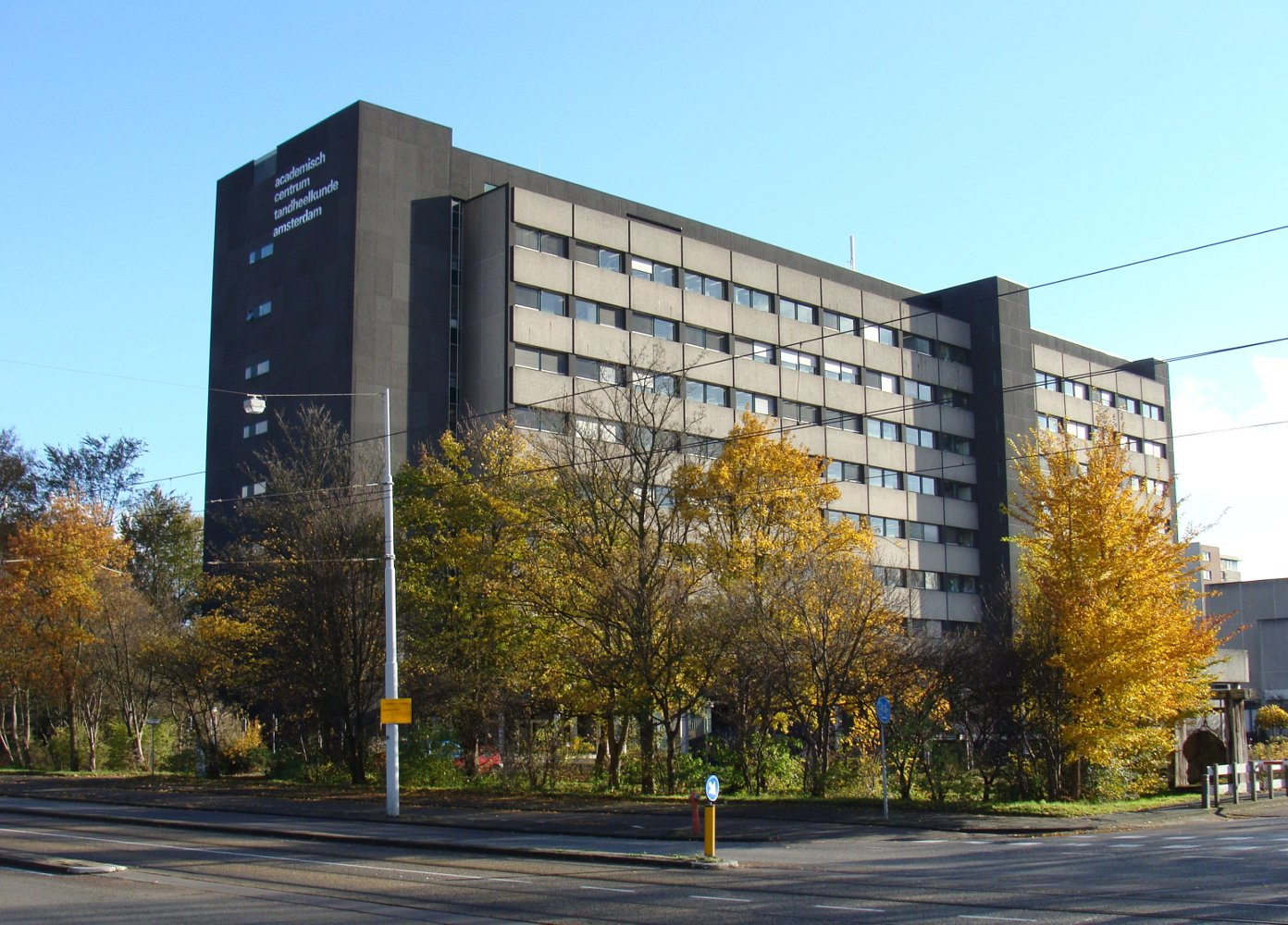
Voormalige hoofdvestiging van ACTA aan de Louwesweg in Amsterdam-Slotervaart, november 2008

Het Academisch Centrum Tandheelkunde Amsterdam (ACTA) is de gezamenlijke faculteit Tandheelkunde van de Universiteit van Amsterdam en de Vrije Universiteit Amsterdam.
ACTA is in 1985 opgericht. Destijds had Nederland een overschot aan tandartsen, zodat er voor twee afzonderlijke faculteiten geen plaats meer was. Studenten worden hier opgeleid tot tandarts, er vindt wetenschappelijk onderzoek plaats en er worden patiënten behandeld. Daarnaast kunnen tandartsen zich specialiseren en differentiëren in de onderscheiden disciplines van de tandheelkunde: Orale kinesiologie, Parodontologie, Endodontologie, Orale Implantologie, Orthodontie, Kindertandheelkunde.
Vanaf de oprichting was ACTA gevestigd aan de Louwesweg 1 (stadsdeel Slotervaart). Nadat ACTA er in 2010 vertrok, werd dit pand heringericht voor studentenhuisvesting. Het huidige gebouw uit 2010 is ontworpen door Benthem Crouwel Architecten ontworpen en staat in het  naast het VU medisch centrum aan de rand van de Zuidas. Medegebruikers zijn de Stichting Bijzondere Tandheelkunde en de opleiding Mondzorgkunde van de Hogeschool Inholland. 
Later zijn nevenvestigingen geopend in Almere (tot 2016), Hoorn (tot 2012) en Den Haag (tot februari 2009). 